# Historie PHP
Historie PHP je spojena s historií internetu. V roce 1990, kdy byla služba World Wide Web poprvé spuštěna, existovaly tři zásadní technologie, jazyk HTML pro tvorbu stránek, druhou důležitou součástí byl přenosový protokol Http pro zajišťování přenosu HTML-stránek z webového serveru do prohlížeče a třetí byla URL adresa, která přesně specifikovala umístění zdrojů informací na Internetu. Z pohledu uživatele 21. století spojení těchto tří technologií umožňovalo pouze prohlížení elektronických dokumentům, propojených systémem odkazů.
Vývoj k podobě interaktivního webu 21. století, který je schopen reagovat na požadavky uživatele, začal rozhraním Common Gateway InterFace (CGI). CGI skripty byly pomalé a na trhu se v roce 1996 a 1997 objevili nové rychlejší a jednodušší technologie. SSJS (Server Side JavaScript) byla serverová (informace se počítaly na serveru) podoba původně pouze klientského (informace počítavé ve vašem počítači) JavaScriptu. Firma Microsoft  uvedla na trh ASP (Active Server Pages) jako obdobu SSJS. Jako programovací jazyk byl používán programovací jazyk VBScript nebo JScript (oba Microsoft). Oba tyto produkty jsou komerční a jejich použití je ještě vázáno na použití webového serveru dané firmy. ASP běží pouze na operačním systému Windows.
Tyto a další nedostatky byly odstraněny systémem PHP. Princip jeho použití je obdobný jako u SSJS a ASP. Celý produkt PHP je šířen bezplatně a s otevřeným zdrojovým kódem.
Jazyk PHP se vyvíjel bez písemné formální specifikace nebo standardu až do roku 2014, přičemž původní implementace fungovala de facto jako standard, který ostatní implementace následovali. Od roku 2014 pokračovaly práce na vytvoření formální specifikace PHP.
W3Techs uvádí, že k lednu 2022 „PHP používá 78,1 % všech webů, jejichž programovací jazyk na straně serveru je známý.“ Nejpoužívanější verzí je PHP verze 7.4. Podpora verze 7.3 byla ukončena 6. prosince 2021.

## PHP Tools a PHP/FI
PHP, jak ho známe dnes, je nástupcem produktu s názvem PHP/FI. V roce 1994 Rasmus Lerdorf vytvořil první verzi PHP, což byla jednoduchá sada binárních souborů Common Gateway Interface (CGI) napsaných v jazyce C. Původně je používal pro sledování  návštěv svého online životopisu. Tuto sadu skriptů (programů zapsaných ve skriptovacím jazyku) pojmenoval „Personal Home Page Tools“. V průběhu doby bylo vyžadováno více funkcí a Lerdorf PHP Tools přepsal. Tento nový model byl schopen interakce s databází a poskytl rámec, na němž uživatelé mohli vyvíjet jednoduché dynamické webové aplikace jako např. knihu hostů. V červnu 1995 Lerdorf zveřejnil zdrojový kód pro PHP Tools, což dovolilo vývojářům jeho využití, například možnost opravy chyb kódu a také různá vylepšení.
V září 1995 Lerdorf rozšířil PHP a zároveň na krátkou dobu upustil od názvu PHP. Novou implementaci označoval FI (zkratka pro „Forms Interpreter“). Tato verze měla proměnné podobné Perlu, automatickou interpretaci proměnných formuláře a vnořenou syntaxi HTML. Tato metoda nebyla ideální, a proto již v říjnu 1995 Lerdorf vydal kompletně přepsaný kód opět pod názvem PHP – „Personal Home Page Construction Kit“. Tato verze byla jako první ve své době považována za skriptovací rozhraní. Byl používán jazyk svou strukturou připomínající programovací jazyk C. Vývojáři většinou C, Perl a podobné jazyky znaly. PHP jako freeware byl v té době omezen na UNIX a POSIX-kompatibilní systémy.
V dubnu roku 1996 provedl Lerdorf zásadní změny a ze sady nástrojů vyvinul programovací jazyk s názvem PHP/FI. Byla vestavěna podpora pro MySQL a Postgres95 databáze, podpora pro funkce definované uživatelem atd.
V červenci byla vydána verze PHP/FI 2.0

## PHP 3
Na vývoji PHP/FI se začala podílet řada dalších vývojářů. V roce 1997 přispěli Zeev Suraski a Andi Gutmans přepsáním parseru PHP tak, že další vývoj se stal projektem skupiny. Byly položeny základy PHP 3 s názvem PHP: Hypertext Preprocessor. Ve snaze zlepšit engine začali Lerdorf, Gutmans a Suraski spolupracovat a na existující uživatelské základně PHP/FI se rozhodli vytvořit nezávislý, programovací jazyk. Ten přilákal desítky vývojářů nejen snadností rozšíření, ale také poskytováním vyspělého rozhraní pro více databází, protokolů a API.
V červnu 1998 byla verze PHP 3.0 představena novým vývojářským týmem. Přibližně po devíti měsících od oficiálního vydání verze, bylo PHP 3.0 nainstalováno na více než 70 000 doménách po celém světě. Na svém vrcholu bylo PHP 3.0 nainstalováno přibližně na 10 % webových serverů na internetu. Mezi další klíčové funkce představené v PHP 3.0 patřila podpora objektově orientovaného programování a výkonnější syntaxe jazyka.

## PHP 4
V zimě 1998, po oficiálním uvedení PHP 3.0, Andi Gutmans a Zeev Suraski již pracovali na přepisování jádra PHP. Cílem bylo zvýšit výkon pro složité aplikace a vylepšit modularitu kódové báze PHP. V polovině roku 1999 byl představen nový engine nazvaný „Zend Engine“, který splnil cíle návrhu. PHP 4.0 bylo postaveno na tomto enginu a s dalšími novými funkcemi bylo oficiálně zveřejněno v květnu 2000. Podstatně se zvýšil výkon, byla přidána podpora pro další webové servery, byly umožněny bezpečnější způsoby zpracování vstupů uživatele, buffering výstupů atd.

## PHP 5
1. července 2004 bylo vydáno PHP 5 s novým Zend Engine II. Obsahovalo další nové funkce, jako vylepšenou podporu objektově orientovaného programování, rozšíření PHP Data Objects, které definuje odlehčené a konzistentní rozhraní pro přístup k databázím a vylepšení výkonu. V roce 2008 se PHP 5 stalo jedinou stabilní verzí ve vývoji.
Významné projekty s otevřeným zdrojovým kódem přestaly od 5. února 2008 podporovat PHP 4 na základě iniciativy GoPHP5, kterou poskytovalo konsorcium vývojářů PHP, podporující přechod z PHP 4 na PHP 5. Oficiální podpora pro PHP 5.6 skončila 31. prosince 2018. 

## PHP 6
Vývoj této verze počátkem roku 2010 pronásledovaly problémy s implementací Unicode, vydání nové verze se odkládalo. V březnu 2010 byl projekt ve své současné podobě oficiálně opuštěn. Byla vydána verze PHP 5.4 obsahující funkční novinky z PHP 6. Původní idea byla, že se vytvoří nový plán pro integraci Unicode. Do konce roku 2014 však nebyl žádný přijat.

## PHP 7
V druhé polovině roku 2015 byla vydána nová – kompletní beta verze PHP 7. Aktuální stabilní vydání PHP byla verze PHP 5.6. Vývojový tým rozhodl, že v dalším hlavním vydání bude název PHP 6 vynechán a nové hlavní vydání bude mít název PHP 7 s novou verzi enginu, s kódovým názvem PHP#NG (Next Generation). Jeho autory byli Dmitrij Stogov, Xinchen Hui a Nikita Popov a cílem optimalizovat výkon PHP refaktorováním Zend Engine při zachování téměř úplné jazykové kompatibility. Vzhledem k významným změnám byl přepracovaný Zend Engine nazván Zend Engine 3. Předchůdce Zend Engine 2 byl používaný v PHP 5. Předností nového PHP#NG enginu je opět vyšší výkon, optimalizováním využívání paměti. Také zpracování fatálních a zachytitelných fatálních chyb umožňovaly nové výjimky enginu.
PHP je členem LAMP, ale je možné ho provozovat také na systémech Windows. Řada 5.X ještě neposkytovala podporu pro 64bitová celá čísla, ani podporu velkých souborů. PHP 7 již zavedlo konzistentní 64bitovou podporu a tedy i možnost použití na 64bitovém systému Windows. Byly také odstraněny funkce a rozšíření, které byly již nějaký čas považovány za zastaralé ve verzi PHP 5.

## PHP 8
Verze PHP 8 bylo vydáno 26. listopadu 2020 jako hlavní verze. Oproti předchozím verzím obsahuje zásadní změny pro vývojáře a programátory. Jde o úpravy a vylepšení syntaxe jazyka, vylepšení doznal i typový systém a zpracování chyb. Byly vytvořeny nové třídy, rozhraní a funkce. Zvýšil se výkon v podobě Just-in-time kompilace (JIT).
PHP Foundation vznikla jako nová organizace v listopadu 2021, před vydáním aktualizace funkcí PHP 8.1, která bude poskytovat finanční prostředky na podporu rozvoje jazyka. Byla založena v reakci na odchod dlouholetého předního vývojáře Nikity Popova, který byl zodpovědný za mnoho pozoruhodných změn v sérii vydání PHP 7 a 8. Členové nadace významně na rozvoji PHP spolupracují už léta např.  Automattic, Laravel, Acquia, Zend, Private Packagist, Symfony, Craft CMS, Tideways, PrestaShop a JetBrains. Vedení nadace je složeno z osobností, zastupujících sponzory i renomované odborníky na PHP. Nikita Popov a zakladatel PHP Rasmus Lerdorf jsou spolu s Dmitrijem Stogovem, Joe Watkinsem, Sarou Golemanovou, Derickem Rethansem a Sebastianem Bergmannem  dočasnými správci, připravující podporu pro finální tým.
Nadace chce zajistit dlouhodobý stabilní rozvoj a to je možné považovat za další krok ve vývoji PHP,  zaměřuje se na financování vývojářů. Vytvoření nadace nemá vliv na vývoj platformy PHP. Rozhodnutí, které se týkají funkčnosti a technických aspektů zůstaly v rukou komunity PHP Internals.